# Nigeria en los Juegos Olímpicos de Londres 2012
Nigeria estuvo representada en los Juegos Olímpicos de Londres 2012 por un total de 53 deportistas que compitieron en 8 deportes.  
El portador de la bandera en la ceremonia de apertura fue el luchador Sinivie Boltic. El equipo olímpico nigeriano no obtuvo ninguna medalla en estos Juegos.